# Resolutie 1220 Veiligheidsraad Verenigde Naties
Resolutie 1220 van de Veiligheidsraad van de Verenigde Naties werd unaniem door de VN-Veiligheidsraad aangenomen op 12 januari 1999. Het was de eerste resolutie in dat jaar.

## Achtergrond
In Sierra Leone waren al jarenlang etnische spanningen tussen verschillende bevolkingsgroepen. In 1978 werd het een eenpartijstaat met een regering die gekenmerkt werd door corruptie en wanbeheer van onder meer de belangrijke diamantmijnen. Intussen was in buurland Liberia al een bloedige burgeroorlog aan de gang, en in 1991 braken ook in Sierra Leone vijandelijkheden uit. In de volgende jaren kwamen twee junta's aan de macht, waarvan vooral de laatste een schrikbewind voerde. Zij werden eind 1998 met behulp van buitenlandse troepen verjaagd, maar begonnen begin 1999 een bloedige terreurcampagne. Pas in 2002 legden ze de wapens neer.

## Inhoud
De Veiligheidsraad:
- Herinnert aan resolutie 1181.
- Is bezorgd om de verslechterende situatie in Sierra Leone.
- Overwoog het derde rapport van de secretaris-generaal over de UNOMSIL-missie.

1. Besluit het mandaat van UNOMSIL te verlengen tot 13 maart.
2. Bemerkt de intentie van de secretaris-generaal om het aantal waarnemers te verminderen (vanwege de slechte situatie).
3. Vraagt de secretaris-generaal de Veiligheidsraad op de hoogte te houden en tegen 5 maart te rapporteren.
4. Besluit actief op de hoogte te blijven.

## Verwante resoluties
- Resolutie 1171 Veiligheidsraad Verenigde Naties (1998)
- Resolutie 1181 Veiligheidsraad Verenigde Naties (1998)
- Resolutie 1231 Veiligheidsraad Verenigde Naties
- Resolutie 1245 Veiligheidsraad Verenigde Naties

Lijst ·  1220 ·  1221 ·  1222 ·  1223 ·  1224 ·  1225 ·  1226 ·  1227 ·  1228 ·  1229 ·  1230 ·  1231 ·  1232 ·  1233 ·  1234 ·  1235 ·  1236 ·  1237 ·  1238 ·  1239 ·  1240 ·  1241 ·  1242 ·  1243 ·  1244 ·  1245 ·  1246 ·  1247 ·  1248 ·  1249 ·  1250 ·  1251 ·  1252 ·  1253 ·  1254 ·  1255 ·  1256 ·  1257 ·  1258 ·  1259 ·  1260 ·  1261 ·  1262 ·  1263 ·  1264 ·  1265 ·  1266 ·  1267 ·  1268 ·  1269 ·  1270 ·  1271 ·  1272 ·  1273 ·  1274 ·  1275 ·  1276 ·  1277 ·  1278 ·  1279 ·  1280 ·  1281 ·  1282 ·  1283 ·  1284